# Ochthebius scitulus
Ochthebius scitulus es una especie de escarabajo del género Ochthebius, familia Hydraenidae. Fue descrita científicamente por Orchymont en 1942.
Se distribuye por Turquía. Mide 2 milímetros de longitud y su edeago 0,36 milímetros. Se ha encontrado a altitudes de hasta 1400 metros.